# Uwe Sattler
Uwe Sattler (* 1960) ist ein deutscher Journalist. Er bildete gemeinsam mit Wolfgang Hübner, Regina Stötzel und Ines Wallrodt die kollektive Chefredaktion der Tageszeitung nd und ist Vorstand der nd-Genossenschaft.

## Leben
Sattler zog 1970 mit seinen Eltern von Thüringen nach Berlin, wo er die Polytechnische und später die Erweiterte Oberschule besuchte und 1979 das Abitur ablegte. Anschließend absolvierte Sattler in den damaligen Leuna-Werken Walter Ulbricht eine Lehre als Betriebsschlosser. Von 1981 bis 1982 volontierte er bei der Tageszeitung Junge Welt.

## Publizistischer Werdegang
Uwe Sattler studierte Internationale Beziehungen und arbeitete anschließend als Redakteur der DDR-Tageszeitung Junge Welt, dem Organ des Zentralrats der FDJ. Er wirkte als Korrespondent in Paris und Brüssel. Nach der Wende leistete er Pressearbeit für die Europäische Kommission und für den Europaabgeordneten André Brie, bevor er in die Redaktion der Jungen Welt zurückkehrte. Im Jahr 2006 wechselte er zur Tageszeitung nd ins Auslandsressort. Von 2012 bis 2024 war er als Mitglied der Redaktionsleitung für das Redaktionsmanagement zuständig. Er ist Herausgeber der Europaplattform die-zukunft.eu und seit 2024 Vorstandsmitglied der nd-Genossenschaft.

## Schriften
- als Hrsg. mit Cornelia Hidebrandt: Vorwärts ohne Gleichschritt. Zwanzig Jahre Europäische Linke. VSA Verlag, Hamburg 2023, ISBN 978-3-96488-206-6.